# 小行星23212
小行星23212（23212 Arkajitdey）是一颗绕太阳运转的小行星，为主小行星带小行星。该小行星于2000年10月20日发现。

## 轨道参数
小行星23212的轨道半长轴为429 522 529 km，2.8711399 UA，离心率为0.055。